# Croyance ostentatoire
 (octobre 2023).
Une croyance ostentatoire ou croyance de luxe est une croyance détenue ou adoptée par une personne afin de signaler aux autres son appartenance à une classe supérieure. Sans que ce soit systématiquement le cas, les croyances de luxe entretenues par le groupe social dominant peuvent avoir des conséquences négatives, plus ou moins indirectes, sur les groupes moins favorisés de la société. La réalité sociologique de telles croyances ostentatoire est débattue et le terme est parfois considéré comme une attaque contre les idées progressistes. 

## Origine
Le terme est un néologisme inventé par l'auteur Rob Henderson en 2019 pour décrire une tendance moderne chez les Américains des classes supérieures à utiliser leurs croyances comme un moyen d'afficher leur statut social, mais la reconnaissance de ce phénomène en sociologie est antérieure à la création de terme.

## Détails
Selon Rob Henderson, les croyances ostentatoires sont des idées ou des valeurs qui permettent de mettre en avant le statut social des membres des classes supérieures sans être nécessairement mises en pratique par ces mêmes personnes. Ces croyances sont souvent exprimées de manière performative, par exemple à travers des publications sur les réseaux sociaux ou la consommation ostentatoire de produits qui signalent la vertu. Ce phénomène repose sur l'idée que l’utilisation de produits de luxe pour indiquer un statut social n'est plus viable dans une société où la valeur des biens matériels a chuté par rapport aux revenus, et donc certaines croyances prennent la place des indicateurs physiques de l'aisance financière ou culturelle. Les pauvres ne peuvent quant à eux pas se permettre d’adopter les mêmes convictions, car leur mise en œuvre entraînerait des coûts sociaux ou économiques inacceptables.
Par exemple, la croyance que le mariage et la famille nucléaire ne sont pas meilleurs que d'autres arrangements familiaux est souvent citée comme une croyance ostentatoire. En fait, les familles intactes ont des conséquences positives pour les enfants, et les familles les plus aisées ont plus de chances de rester ensemble, malgré le fait qu'ils puissent posséder une croyance relativisant l'importance d'avoir une famille intacte.
Le terme de croyance ostentatoire est généralement utilisé de manière péjorative, afin de dénoncer des croyances qui seraient hypocrites et non sincères.
En octobre 2023, la ministre britannique de l'Intérieur, Suella Braverman, a affirmé dans un discours que le soutien à l'immigration illégale au Royaume-Uni était une croyance ostentatoire dont les conséquences concrètes et négatives ne touchaient pas ceux qui signalaient leur vertu avec ce support.

## Voir également
- Économie comportementale
- Fétichisme de la marchandise
- Consommation ostentatoire
- Haut de gamme
- Théorie du signal
- Vertu ostentatoire
- Effet de richesse